# Saadoun Hammadi

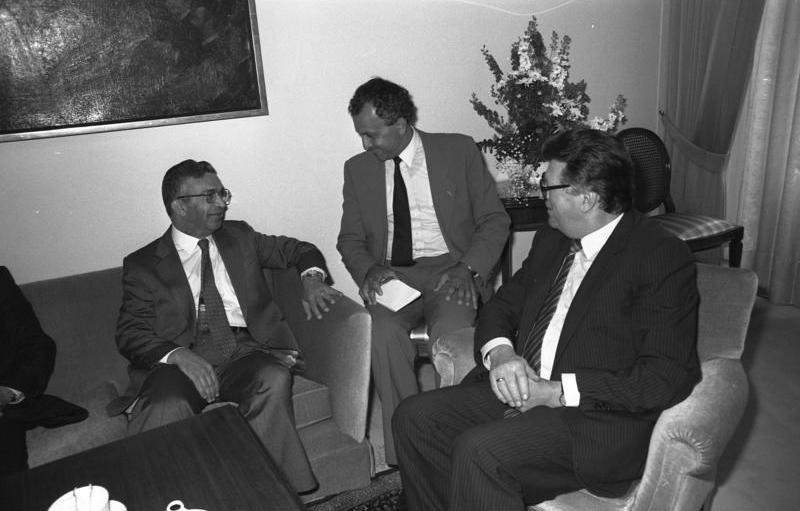
Een Iraakse delegatie onder leiding van Saadoun Hammadi is in Bonn in gesprek met Bondsdagpresident Philipp Jenninger (1987)

Saadoun Hammadi (Arabisch: سعدون حمادي) (Karbala, 22 juni 1930 - Duitsland, 14 maart 2007) was een Iraakse politicus en diplomaat.
Hammadi behoorde tot de sjiitische richting binnen de islam. Midden jaren veertig werd hij lid van de pan-Arabische Ba'ath-partij. Samen met Foead ar-Rikabi richtte hij in 1952 de Iraakse afdeling van deze internationale politieke partij op. Vervolgens studeerde hij in Libanon en daarna in de Verenigde Staten waar hij in 1956 promoveerde in de economie aan de Universiteit van Wisconsin. 
Hammadi die er een liberaal-economische visie op nahield, was na terugkomst in eigen land van 1957 tot 1961 hoogleraar in de economie en aansluitend van 1961 tot 1962 in de Libische hoofdstad Tripoli vicebankdirecteur. In 1963 zette hij zijn eerste schreden in de politiek door minister van Grondhervorming te worden. Nadat de Ba'ath-partij eind 1963 in Irak van de macht was beroofd ging Hammadi in ballingschap naar Syrië waar de Ba'ath-partij nog wel een controlerende invloed had en vervulde daar allerlei politieke functies zoals die van adviseur van de Syrische president en mede-afgevaardigde in de Syrische economische delegatie bij de Verenigde Naties. 
In 1968 keerde hij weer naar Irak terug en werd er minister van Oliezaken. In die hoedanigheid was hij verantwoordelijk voor de nationalisering van de Iraakse Oliemaatschappij. Van 1974 tot 1983 was hij minister van buitenlandse zaken en als zodanig betrokken bij de vrede met Iran van 1975. In 1983 werd hij afgelost door Tariq Aziz en bekleedde hij tot 1990 de destijds weinig voorstellende functie van voorzitter van het parlement. Tussentijds in 1986 werd hij ook opgenomen in de Revolutionaire Commandoraad.
Ten tijde van de crisis en de oorlog om Koeweit (1990-1991) was hij speciaal gezant van president-dictator Saddam Hoessein. Daarna was hij van maart tot september 1991 premier, als opvolger van Hoessein die voorheen beide ambten had gecombineerd maar die na het echec van de verloren Koeweitoorlog zich politiek anders wilde doen opstellen en daarom het premierschap afstootte. Omdat Hammadi als nieuwbakken premier te kennen gaf in te zijn voor (democratische) hervormingen werd hij al spoedig door Hoessein aan de kant gezet en gedegradeerd tot diens adviseur. Hammadi maakte echter in 1996 een comeback door bij de parlementsverkiezingen Hoesseins oudste zoon Oedai Hoessein te verslaan en bovendien opnieuw parlementsvoorzitter te worden; dit ambt bekleedde hij tot de val van het regime-Hoessein in 2003.
De vervolgens op de vlucht geslagen Hammadi werd in mei 2003 door de multinationale troepenmacht in Irak (de Amerikanen en hun bondgenoten) gearresteerd en zat vervolgens negen maanden vast. Na zijn vrijlating in februari 2004 vertrok hij voor een medische behandeling van leukemie naar Jordanië, Libanon en Duitsland. Begin 2005 vestigde hij zich in Qatar. Saadoun Hammadi overleed op 76-jarige leeftijd in een Duits ziekenhuis aan de gevolgen van eerdervermelde ziekte.
- Bibliothèque nationale de France: cb15080868b (data)
- Gemeinsame Normdatei: 1194861318
- International Standard Name Identifier: 0000 0000 8383 7009
- Library of Congress Control Number: n82024262
- Nationale Bibliotheek van Israël: 987007450115405171
- Système universitaire de documentation: 138024510
- Virtual International Authority File: 54438915
- WorldCat: E39PBJkhHjCGxvCmCcrQPPxdQq